# Olympische Sommerspiele 1904/Schwimmen – 100 Yards Rücken (Männer)
Der Schwimmwettkampf über 100 Yards (91,44 m) Rücken der Männer bei den Olympischen Spielen 1904 in St. Louis wurde am 7. September 1904 ausgetragen. Es war die erste und bis heute einzige Austragung des Wettbewerbs. Austragungsort war der Life Saving Exhibition Lake.
Der übliche Start mit Abstoß der Beine war wegen des schwankenden Bohlenfloßes nicht möglich. Stattdessen sprangen die sechs teilnehmenden Schwimmer mit den Füßen voran ins Wasser und drehten sich anschließend auf den Rücken. Die Deutschen feierten einen Dreifachsieg.

## Ergebnisse
| Rang | Athlet           | Nation             | Zeit       | Anm. |
| ---- | ---------------- | ------------------ | ---------- | ---- |
| 1    | Walter Brack     | Deutsches Reich    | 1:16,8 min | OR   |
| 2    | Georg Hoffmann   | Deutsches Reich    | 1:18,0 min |      |
| 3    | Georg Zacharias  | Deutsches Reich    | 1:19,6 min |      |
| 4    | William Orthwein | Vereinigte Staaten | unbekannt  |      |
| 5–6  | David Hammond    | Vereinigte Staaten | unbekannt  |      |
| 5–6  | Edwin Swatek     | Vereinigte Staaten | unbekannt  |      |